# Volodymyr Yelchenko
Volodymyr Yelchenko (tiếng Ukraina: Володимир Єльченко; sinh ngày 27 tháng 6 năm 1959 tại Kiev, thuộc Cộng hòa Xã hội chủ nghĩa Xô viết Ukraina của Liên Xô) là Đại diện thường trực của Ukraina tại Liên Hợp Quốc từ ngày 9 tháng 12 năm 2015. Ông vốn là Đại sứ Ukraina tại Nga từ tháng 7 năm 2010 cho đến khi ông được triệu hồi về nước để tham vấn vào tháng 3 năm 2014.

## Tiểu sử
Yelchenko sinh năm 1959 tại Kiev, là con trai của Bộ trưởng Bộ Văn hóa Ukraina (1971-1973) Yuriy Nykyforovych Yelchenko. Volodymyr tốt nghiệp Khoa Quan hệ Quốc tế và Luật Quốc tế tại Đại học Quốc gia Kyiv năm 1981. Từ năm 1981, ông làm việc trong ngành ngoại giao của Ukraina. Từ năm 1997 đến năm 2000, ông đóng vai trò là Đại diện thường trực của Ukraina tại Liên Hợp Quốc ở New York, Hoa Kỳ. Từ tháng 12 năm 2000 đến chức vụ tiếp theo, ông đảm nhiệm các chức vụ cấp cao khác nhau trong Bộ Ngoại giao Ukraina. Năm 2005 đến năm 2006, ông là Đại sứ Ukraina tại Áo. Năm 2006 đến năm 2010, Yelchenko giữ chức vụ Đại diện thường trực của Ukraina tại các tổ chức quốc tế ở Viên, Áo. Từ năm 2010, Volodymyr Yelchenko là Đại sứ Ukraina tại Liên bang Nga.
Ngày 17 tháng 3 năm 2014, trong cuộc khủng hoảng Krym năm 2014, Yelchenko được triệu hồi từ Moskva về nước để tham vấn liên quan đến tình hình với bán đảo Krym. Kể từ lúc ấy, sự đại diện ngoại giao cao nhất của Ukraina ở Nga là đại biện lâm thời.
Ngày 9 tháng 12 năm 2015, Yelchenko được bổ nhiệm làm Đại diện thường trực Ukraina tại Liên Hợp Quốc.